# Projekt Prinsessa
Projekt Prinsessa (engelska: Princess Protection Program) är en amerikansk Disney Channel-film (Disney Channel Original Movie) från 2009 i regi av Allison Liddi-Brown, med Demi Lovato och Selena Gomez i huvudrollerna. Filmens manus har skrivits av Annie DeYoung, från en synopsis skriven av henne och David Morgasen.
Filmen hade premiär på amerikanska Disney Channel den 26 juni 2009. Filmen hade senare premiär i Sverige den 9 september 2009.

## Handling
Filmens början tar sig inledningsvis till kungariket i det lilla landet Costa Luna, där prinsessan Rosalinda María Montoya Fioré snart ska krönas till landets nya drottning. Men mitt under prinsessans övningsceremoni inför hennes kommande kröning, blir hennes och modern drottning Sofías palats invaderat av den onde diktatorn general Magnus Kane och hans män. Generalen kommer från grannlandet Costa Estrella och planerar att ta över hela Costa Luna och dess kungarike. Prinsessan förs då i säkerhet av major Joe Mason från räddningsorganisationen Projekt Prinsessa (i den svenska omdubbningen benämnd som Prinsesskyddsprogrammet, förkortat PSP), och får sedan under namnet "Rosie Gonzalez" bo hemma hos honom och dottern Carter i Lake Monroe i Louisiana. Hon börjar strax därefter i samma skola som Carter, där hon blir presenterad som "hennes kusin från Iowa". Samtidigt som prinsessan gör allt för att försöka smälta in och leva ett normalt tonårsliv i den amerikanska södern, försöker general Kane komma på ett sätt att försöka hitta henne, samt lura tillbaka henne till Costa Luna.

## Rollista (i urval)
| Roll                                                      | Skådespelare         | Svensk röst       |
| --------------------------------------------------------- | -------------------- | ----------------- |
| Prinsessan Rosalinda María Montoya Fioré / Rosie Gonzalez | Demi Lovato          | Elina Raeder      |
| Carter Mason                                              | Selena Gomez         | Vendela Palmgren  |
| Major Joe Mason                                           | Tom Verica           | Fredrik Hiller    |
| General Magnus Kane                                       | Johnny Ray Rodríguez | Joachim Bergström |
| Chelsea Barnes                                            | Jamie Chung          | Sanna Sundqvist   |
| Ed                                                        | Nicholas Braun       | Oskar Nilsson     |
| Brooke                                                    | Samantha Droke       | Linda Åslund      |
| PSP-chefen                                                | Molly Hagan          | Annica Edstam     |

Övriga röster: Andreas Rothlin Svensson, Cecilia Skogholt, Christian Fex, Emil Smedius, Julius Lindfors, Simon Sjöquist, Marie Serneholt, Felix von Bahder, Jesper Adefelt, Louise Raeder Sjögren, Maria Rydberg, Mikael Alsberg och Sharon Dyall
- Dialogregissör: Vicki Benckert
- Dialogöversättare: Bittan Norman / Mediaplant
- Dubbningsstudio: Sun Studio Sverige
- Kreativt ansvarig: Kirsten Saabye
- Studioproducent: Svend Christiansen och Sun Studio A/S

Svensk version producerad av Disney Character Voices International, Inc.